# 金志虎
金 志虎（キム・ジホ、朝鮮語: 김지호、1927年5月3日または1937年5月3日 - 2012年7月22日）は、大韓民国の教員、政治家。第11代韓国国会議員。本貫は全州金氏。

## 経歴
日本統治時代の咸鏡南道元山府（現・江原道元山市）出身。トクソン公立初等学校、光州崇一高等学校、国民大学校政治学部卒。全南玉果農業高等学校（現・玉果高等学校）教員、国立矯導官学校教員、大韓学徒義勇軍同志会中央本部会長、無任所長官秘書官、仁荷工科大学総務課長、民主共和党創党要員・事務局長・組織部長・事務次長、民主正義党ソウル市支部事務局長を務めた。第11代総選挙で落選したが、1982年12月に繰り上げ当選した。